# Seregno
Seregno – miejscowość i gmina we Włoszech, w regionie Lombardia, w prowincji Monza i Brianza.
Według danych na rok 2004 gminę zamieszkiwało 38 386 osób, 2952,8 os./km².